# Goldene Europa
El premio Goldene Europa fue un galardón televisivo de la cadena SR (Saarländischer Rundfunk) de Alemania para el mundo de las artes. Se hizo entrega entre 1968 y 2003, salvo en los años 1989 y 2001, que no hubo ceremonia. A partir de 1981 la gala de entrega de los premios se retransmitió por televisión. 
El escultura original de la estatuilla del premio desde 1968 fue obra del escultor Herbert Strässer.
El galardón se creó con la idea de compensar la fuerza del sector musical anglosajón de los Estados Unidos y del Reino Unido. Por ello, en sus primeros años sólo se galardonaron a artistas con éxitos en alemán. A partir de 1979 se decidió también galardonar a artistas extranjeros. En las últimas entregas el galardón se concedió en diferentes áreas, tales como comedia, espectáculo, política, deporte o drama.

## Galardonados
- 2003 desde Bremen en el marco del festival del Schlager alemán
  - Paul Kuhn por su trayectoria
  - Puhdys por décadas de éxitos en Alemania
  - Otto Waalkes por sus 20 años de cómico

- 2002
  - Jeanette Biedermann recibió el premio especial de SR 1 Europawelle
  - Bro’Sis como novato nacional
  - Sarah Connor como artista nacional del año
  - Los productores del vído DoRo recibieron un premio especial
  - Josh Groban rebelación del año
  - Patricia Kaas como artista internacional del año
  - Michael Kunze por el musical Elisabeth
  - Reinhard Mey por su trayectoria
  - Nicole por 20 años de éxitos
  - Uwe Seeler como representante de la Selección Nacional de Fútbol de Alemania
  - Shakira como estrella del año
  - Jutta Speidel
  - Fritz Wepper

- 2001

La dirección de SR decidió no entregar el premio por falta de interés del público y por los altos costes de producción
- 2000
  - a-ha por el retorno del año
  - Anastacia como artista del año
  - ATC como novatos del año
  - Ayman recibió el premio especial de SR 1 Europawelle
  - Franz Beckenbauer por su papel en la Copa Mundial de Fútbol de 2006
  - Iris Berben recibió el premio especial de la revista Gala
  - Andrea Bocelli, categoría música clásica
  - DJ Ötzi, como ganador de las listas de ventas del año
  - Echt, como grupo del año
  - Bryan Ferry por su trayectoria (categoría internacional)
  - Hans Klok, como hombre espectáculo del año
  - Udo Lindenberg por su trayectoria (categoría nacional)
  - Frank Nimsgern como mejor artista novato

- 1999
  - Lou Bega
  - Joe Cocker, por su trayectoria
  - Helmut Lotti, en la categoría música clásica
  - Geri Halliwell
  - Rüdiger Hoffmann, categoría comedia
  - Oli.P
  - Drew Sarich por el musical El Jorobado de Notre Dame
  - Sasha
  - Simply Red, grupo del año
  - Günter Wewel
  - Erik Zabel

- 1998
  - 4 the Cause
  - Bell Book & Candle recibieron un premio especial
  - Boyzone
  - Dieter Thomas Heck
  - Udo Jürgens por su trayectoria (categoría nacional)
  - James Last
  - Peter Maffay por su álbum Begegnungen
  - Michael Mittermeier, categoría comedia
  - Mike Oldfield por su trayectoria (categoría internacional)
  - Modern Talking

- 1997
  - Bee Gees
  - Bellini
  - Gerd Dudenhöffer
  - Klaus Hoffmann
  - The Kelly Family
  - Vanessa Mae
  - No Mercy
  - Bernhard Paul
  - André Rieu
  - Rolf Zuckowski

- 1996 desde Innsbruck
  - Bryan Adams
  - BAP
  - Shirley Bassey
  - DJ Bobo
  - Flic Flac
  - Fool's Garden
  - El musical Les Misérables
  - Schürzenjäger
  - Die Sendung mit der Maus
  - Spice Girls
  - S.T.S.

- 1995 desde Bozen
  - Andrea Bocelli
  - Chris de Burgh
  - Luca Carboni
  - Edwyn Collins
  - The Connells
  - Die Doofen
  - The Kelly Family
  - La Bouche
  - Miss Saigón
  - Pur
  - Scatman John
  - Zucchero

- 1994 desde Budapest (Hungría)
  - All-4-One
  - Montserrat Caballé
  - Erasure
  - Thomas Gottschalk
  - Gyula Horn
  - Joshua Kadison
  - Lucilectric
  - Reinhard Mey
  - Sinéad O’Connor
  - Cliff Richard
  - 2 Unlimited

- 1993
  - Dieter Bohlen
  - Bonnie Tyler
  - Justus Frantz
  - Haddaway
  - Maurice Jarre
  - Anna Maria Kaufmann
  - Leslie Mandoki (miembro de Dschinghis Khan)
  - Al Martino
  - Die Prinzen
  - Harald Schmidt

- 1992
  - Michael Cretu
  - Sandra
  - Genesis
  - Hans-Dietrich Genscher
  - Gipsy Kings
  - Barbara Hendricks
  - Jean Michel Jarre
  - Nigel Kennedy
  - Johnny Logan
  - Scorpions
  - Peter Ustinov
  - Peter Weck
  - Eric Woolfson

- 1991
  - Edoardo Bennato
  - Erste Allgemeine Verunsicherung
  - Hape Kerkeling
  - Marx Rootschilt Tillermann, como mejor artista novato
  - Orchestral Manoeuvres in the Dark
  - Rod Stewart
  - UB40
  - Caterina Valente
  - Stefan Waggershausen
  - Viktor Lazlo

- 1990
  - Cora
  - David Hasselhoff
  - Harald Juhnke
  - Patricia Kaas
  - Harald Kloser & United
  - Udo Lindenberg
  - Giorgio Moroder
  - Gianna Nannini
  - Roxette
  - Tina Turner

- 1989

No se celebró porque tras el cambio de fechas (de otoño a primavera) hubiera tenido lugar pocos meses después de la edición anterior
- 1988
  - a-ha
  - France Gall
  - Peter Maffay
  - Guesch Patti
  - Pur
  - Chris Rea
  - Umberto Tozzi
  - Vienna Symphonic Orchestra Project

- 1987
  - Alice
  - Howard Carpendale
  - Julien Clerc
  - Hob Goblin
  - Ute Lemper
  - Mary & Gordy
  - Mike Oldfield

- 1986
  - Falco
  - Joachim Fuchsberger
  - Karat
  - Peter Maffay
  - Münchener Freiheit
  - Chris Norman
  - Sandra
  - Jeff Thomas, Ex-Sänger bei Duran Duran
  - Working Week

- 1985
  - Benny Andersson, Björn Ulvaeus y Tim Rice por el musical Chess
  - Karlheinz Böhm
  - Harold Faltermeyer
  - Headline
  - Udo Jürgens
  - Klaus Lage
  - Modern Talking
  - Alison Moyet
  - Opus
  - Hans Rosenthal
  - Jennifer Rush
  - Purple Schulz
  - Scorpions

- 1984
  - Alphaville
  - Howard Carpendale
  - Elke Heidenreich
  - Peter Maffay
  - Ulla Meinecke
  - Nena
  - Isabel Varell
  - Peter Weck
  - Jack White

- 1983
  - Alfred Biolek
  - Culture Club
  - Geier Sturzflug
  - Peter Hofmann
  - Udo Jürgens
  - Mireille Mathieu
  - Nicki
  - Friedrich Nowottny
  - Sydne Rome
  - Peter Schilling
  - Taco
  - Bonnie Tyler

- 1982
  - Albano Carrisi & Romina Power
  - Rudi Carrell
  - Falco
  - Ideal
  - Roland Kaiser
  - Peter Maffay
  - Nicole
  - Shakin’ Stevens
  - Spider Murphy Gang
  - Trio
  - Joachim Witt

- 1981
  - Boney M.
  - Tony Christie
  - Dalida, artista del año
  - Katja Ebstein
  - Udo Jürgens
  - Robert Palmer
  - Helen Schneider
  - Caterina Valente
  - Stefan Waggershausen

- 1980
  - Peter Alexander
  - Angelo Branduardi
  - The Buggles
  - Dschinghis Khan
  - Peter Maffay
  - Sally Oldfield
  - Thom Pace

- 1979
  - Adamo
  - Stig Anderson
  - Jean Marc Cerrone
  - Jürgen Drews
  - Frank Farian
  - Jean-Philippe Iliesco
  - Manfred Krug
  - Bruce Low
  - Mireille Mathieu
  - Vader Abraham

- 1978
  - Gilbert Bécaud
  - Howard Carpendale
  - Jürgen Drews
  - Udo Jürgens
  - Udo Lindenberg
  - Nana Mouskouri
  - Bonnie Tyler

- 1977
  - Leonard Bernstein
  - Boney M.
  - Frank Farian
  - Heino
  - Udo Jürgens
  - Ricky King

- 1976
  - Cindy & Bert
  - Udo Jürgens por el título Ein ehrenwertes Haus, mejor canción del año
  - Michael Kunze
  - Mireille Mathieu
  - Ingrid Peters

- 1975
  - Cindy & Bert
  - Costa Cordalis
  - Gitte
  - Michael Holm
  - Heidi Kabel
  - Chris Roberts
  - Rentnerband
  - Margot Werner
  - Frank Zander

- 1974
  - Peter Alexander
  - Cindy & Bert
  - Bernd Clüver
  - Gunter Gabriel
  - Elfi Graf
  - Hana Hegerová
  - Heino
  - Mireille Mathieu
  - Nina & Mike

- 1973
  - Christian Anders
  - Cindy & Bert
  - Bernd Clüver, como mejor artista novato
  - Heino
  - Joana
  - Knut Kiesewetter
  - James Krüss, por los mejores textos de canciones infantiles
  - Vicky Leandros
  - Loriot por su figura Wum
  - Love Generation
  - Jürgen Marcus
  - Reinhard Mey
  - Monica Morell

- 1972
  - Can
  - Heino
  - Inga und Wolf
  - Freddy Quinn
  - Tony Marshall
  - Juliane Werding
  - Wolfgang

- 1971
  - Roy Black
  - Daniela
  - Les Humphries Singers
  - Peter Maffay
  - Martin Mann
  - Reinhard Mey
  - Chris Roberts

- 1970
  - Roy Black
  - Cindy & Bert
  - Michael Holm
  - Peter Maffay
  - Chris Roberts
  - Marianne Rosenberg

- 1969 desde Wiesbaden en el marco del festival de cine local
  - Peter Alexander
  - Christian Anders
  - Katja Ebstein
  - Heintje
  - James Last
  - Petra Pascal
  - Reiner Schöne

- 1968 desde Wiesbaden en el marco del festival de cine local
  - Alexandra
  - Roy Black
  - Rex Gildo
  - Udo Jürgens
  - Vicky Leandros